# Mercedes Cabanillas
Mercedes Cabanillas Bustamante (Callao, 22 de mayo de 1947), es una docente y política peruana. Alta dirigente y miembro del Partido Aprista Peruano, fue la primera mujer en ejercer como ministra de Educación en el primer gobierno de Alan García. Fue también congresista de la república durante 3 periodos, presidenta del Congreso en 2006 y senadora de 1990 hasta 1992. También se desempeñó como ministra del Interior en 2009 y como diputada en 1985 hasta 1990.

## Biografía
Nació en el Callao, el 22 de mayo de 1947. Sus padres fueron Armando Cabanillas Olaechea y Emma Bustamante Alva. Es parte de una familia de larga tradición aprista.
Realizó la primaria en el Colegio Jorge Chávez y la secundaria en el Colegio Rosa de Santa María. Estudió en la Universidad Nacional Federico Villarreal las carreras de Educación (1971) y Cooperativismo (1978) donde hizo el postgrado. Además estudió en el Programa Académico Magíster y Doctoral en Educación (1981) y los estudios de especialización de "Diseño del Perfil Profesional en Cooperativismo".
Ha seguido cursos de postgrado en Comercio Exterior, el Programa de Desarrollo de Ejecutivos y el de Administración de Empresas Cooperativas en la Escuela de Administración de Negocios para Graduados (ESAN). 
Está casada con Luis Llanos de la Mata y es madre de 2 hijos.

### Labor académica
Ha sido profesora en los Centros Educativos Nuestra Señora de Monserrat y Nuestra Señora de la Visitación de la ciudad de Lima.
En 1972, ingresó como docente a la Universidad Nacional Hermilio Valdizán.
Ha sido profesora en la Universidad Nacional Federico Villarreal, de la que también fue Jefa del Departamento de Grados y Títulos. También ha enseñado en la Universidad Inca Garcilaso de la Vega y en la Escuela Superior de Periodismo Jaime Bausate y Mesa (hoy Universidad Jaime Bausate y Meza).

## Vida política
Comenzó a militar en el Partido Aprista Peruano a los 14 años.

### Diputada por Lima
Su primera participación en la política fue en las elecciones parlamentarias de 1985, donde postuló a la Cámara de Diputados y resultó elegida diputada para el periodo parlamentario 1985-1990.
En ese periodo ejerció como presidenta de la Comisión de Familia (1985-1986) y presidenta de la Comisión de Educación (1986-1987).

### Ministra de Educación
El 28 de julio de 1987, Cabanillas fue nombrada por el presidente Alan García como ministra de Educación en su 1.er gobierno, siendo la primera mujer junto a Ilda Urizar de Arias en ocupar un cargo ministerial en la historia peruana. 
Durante su gestión, Cabanillas impulsó una estructura curricular flexible, en el cual se permitía al docente incorporar contenidos de la realidad geográfica, histórica, cultural social y económica con la participación de los distintos agentes educativos. Durante estos años se creó asimismo el Colegio de Profesores del Perú.
Estuvo en el primer gabinete ministerial presidido por Guillermo Larco Cox hasta mayo de 1988 y luego volvería en el segundo gabinete a ocupar dicho cargo hasta el final del gobierno aprista en julio de 1990.

### Senadora
Para las elecciones parlamentarias de 1990, Cabanillas decidió postular al Senado y logró ser elegida, siendo la más votada con 328,714 votos, para el periodo parlamentario 1990-1995.
Como senadora, fue presidenta de la Comisión de Educación del Senado en el periodo 1990-1991 y vicepresidenta de la Comisión Bicameral de Presupuesto del Congreso de la República en el periodo 1991-1992.
El 5 de abril de 1992, su cargo fue disuelto debido al golpe de Estado decretado por el exdictador Alberto Fujimori. Durante esta crisis constitucional, pasó a ser parte de la oposición al gobierno y fue víctima de extorsiones generadas por el Grupo Colina al mando de Vladimiro Montesinos.

### Candidata presidencial
En las elecciones generales de 1995, el Partido Aprista Peruano decidió postular a Cabanillas como su candidata presidencial. Su plancha presidencial estuvo conformada por Jorge Lozada Stanbury y Alejandro Santa María y compitió junto a Alberto Fujimori quien buscaba su reelección y Javier Pérez de Cuéllar de Unión por el Perú. Culminando los procesos, Cabanillas quedó en el tercer lugar de las preferencias con un 7% del voto popular.

### Congresista de la República
En las elecciones parlamentarias del año 2000, Cabanillas volvió al Congreso de la República como congresista electa para el periodo 2000-2005.
Durante la tercera juramentación de Alberto Fujimori, Cabanillas se retiró del hemiciclo junto a los demás congresistas de la oposición para luego participar en la convocada Marcha de los Cuatro Suyos encabezada por Alejandro Toledo.
En noviembre del mismo año, luego de la difusión a nivel nacional de los Vladivideos y varios casos de corrupción del régimen, la renuncia Alberto Fujimori mediante un fax y la juramentación de Valentín Paniagua como presidente interino, su cargo congresal se redujo hasta julio del 2001 debido a la convocatoria a nuevas elecciones generales. 
Cabanillas postuló nuevamente y resultó elegida para el periodo 2001-2006. Aquí ejerció como segunda vicepresidente de la Mesa Directiva encabezada por Carlos Ferrero Costa (2002-2003) y también como presidenta de las Comisiones de Educación y de la Mujer. 
Fue reelegida por tercera vez en las elecciones del 2006.

### Presidenta del Congreso
Para el 26 de julio del 2006, su partido propuso su candidatura a la presidencia del Congreso de la República. Esta medida fue interpretada como una maniobra para impedir que Unión por el Perú, quienes tenían alta mayoría en el legislativo, presidiese el Congreso que entraba en funciones. Luego de la elección de la Mesa Directiva, Cabanillas fue elegida presidenta del Congreso para el periodo parlamentario 2006-2007, siendo la primera vez en que el Partido Aprista conduce el Congreso desde que fue declarado unicameral. Su lista estuvo integrada por José Vega de Unión por el Perú, Fabiola Morales de Unidad Nacional y la fujimorista Luisa María Cuculiza de Alianza por el Futuro como vicepresidentes de la Mesa Directiva.
Luego de dejar la presidencia del legislativo, Cabanillas ejerció como presidenta de la Comisión de Defensa Nacional en el período 2007-2008 y presidenta de la Comisión de Constitución en el período 2009-2010.

### Ministra del Interior
El 19 de febrero del 2009, Cabanillas fue nombrada como ministra del Interior en el 2.º gobierno de Alan García, en reemplazo del renunciante Remigio Hernani. Cabanillas se convertiría en la segunda mujer en dirigir el Ministerio del Interior.

#### Caso Baguazo
La gestión de Cabanillas en el MININTER fue fuertemente criticada tras los hechos de extrema violencia en la ciudad de Bagua el 5 de junio del 2009, donde murieron 33 personas (10 nativos aguajún y 23 policías). Según la hermana del desaparecido mayor Felipe Bazán, los "verdaderos responsables" serían el expresidente Alan García, el expremier Yehude Simon y Cabanillas.
Cabanillas luego decidió renunciar al ministerio en julio del 2009 junto con el primer ministro Yehude Simon.
Luego, el Poder Judicial citó a Yehude Simon y a Cabanillas y aceptó tener “responsabilidad política” en la masacre. Sin embargo, Cabanillas junto a todos los acusados quedaron totalmente excluidos del caso.

## Reconocimientos
- Orden Militar de Ayacucho en el grado de Gran Cruz (2006)
- Cruz Peruana al Mérito Aeronáutico en la clase de Gran Cruz, Fuerza Aérea del Perú (2007)
- Cruz Peruana al Mérito Naval en el grado de Gran Cruz, Marina de Guerra del Perú (2007)
- Orden Capitán Quiñones en el grado de Gran Cruz, Fuerza Aérea del Perú (2008)
- Cruz Peruana al Mérito Militar en el grado de Gran Oficial, Ejército del Perú (2010)